# Batalla de Grasla
La La batalla de Grasla va tenir lloc l'11 de gener de 1794 durant la Revolta de La Vendée.

## Preludi

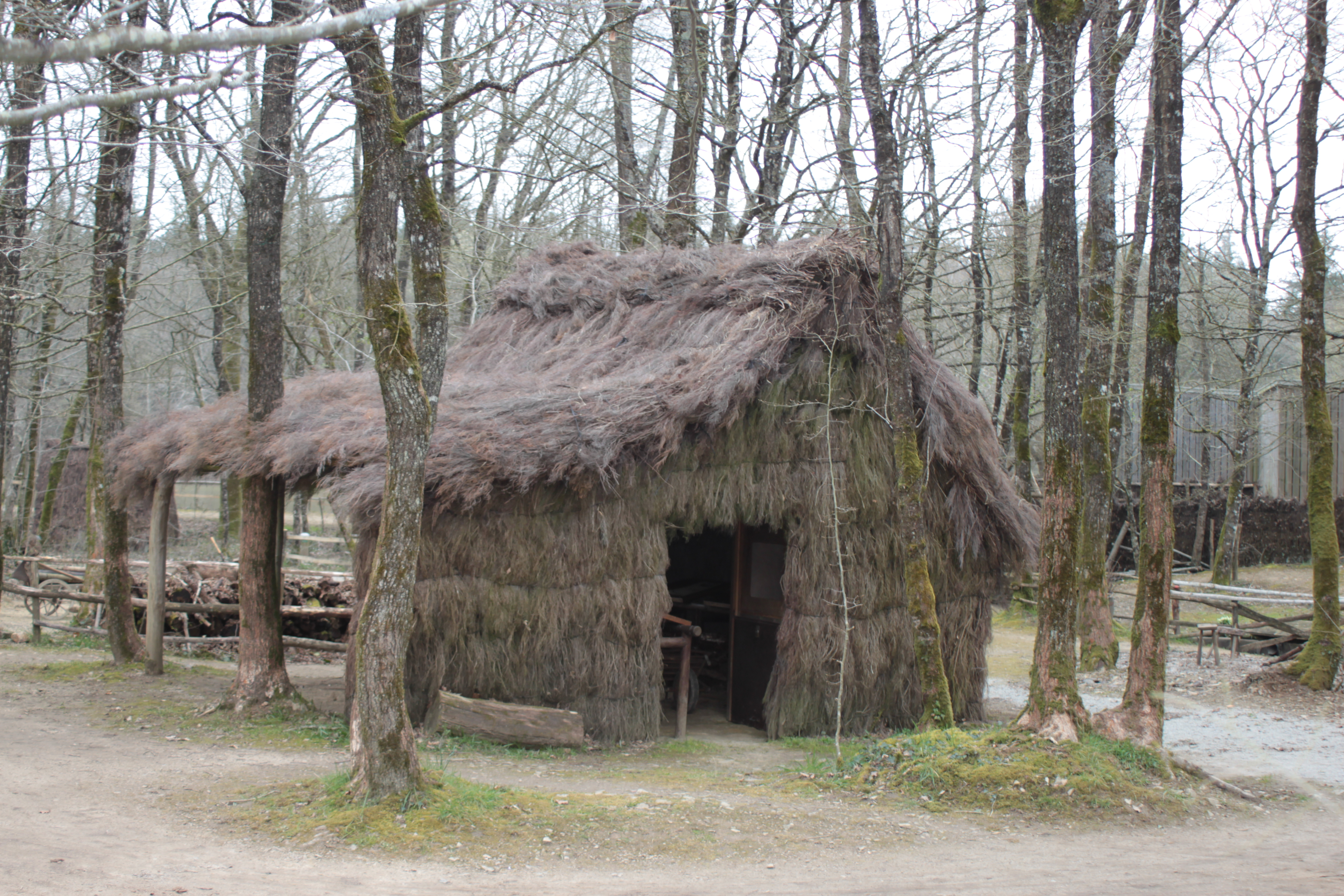
Vista d'una reconstrucció d'una cabana al refugi de Grasla l'any 2013.

Article principal: Batalla de Saint-Fulgent (1794)

El 9 de gener de 1794, les forces de la Vendée de Charette i Joly es van apoderar de Saint-Fulgent. Tanmateix, la columna de l'ajudant general Dominique Joba va llançar un contraatac l'endemà i va reprendre la localitat. Els Vendeans es dispersen i tornen a caure al bosc de Grasla, al sud de Brouzils, on reconstitueixen les seves forces. Però Joba es presentà allà l'11 de gener.

## Forces presents
Segons el general Duval, la columna de Joba tenia 1.200 soldats d'infanteria i 200 de cavalleria, mentre que els Vendeans eren 3.000.
A les seves memòries, l'oficial de Vendée Pierre-Suzanne Lucas de La Championnière escriu que durant aquest període; l'exèrcit no va ser sovint no més de mil a mil dos-cents homes.

## La batalla
La lluita comença l'11 de gener, al final del dia. Els vendeans van a trobar-se amb els republicans al costat dels brouzils. Posaren en fugida l'ala esquerra de la seva columna, però foren rebutjats pels soldats en emboscada mentre partien perseguint els fugitius. Segons el relat de Duval, els vendeans ocupaven una posició avantatjosa davant del bosc, la lluita va durar quatre hores i el desenllaç de la batalla va semblar indecís durant molt de temps.
Charette va rebre un tret al braç, prop de l'espatlla. Segons Lucas de La Championnière: No semblava de cap manera afectat i poca gent es va adonar del que acabava de passar. Tanmateix, les files dels Vendeans s'acaben debilitant. Segons Lucas de La Championnière, Joly abat un dels seus homes per intentar frenar el pànic.
Llavors Joba va llançar una càrrega de baioneta amb les seves forces de la dreta i els insurgents van tornar a caure al bosc. Però segons Lucas de La Championnière, se'ls persegueix més enllà del bosc. Els Vendeans van agafar llavors camins estrets que impedien que la cavalleria els perseguis i es van retirar a Saint-Christophe-la-Chartreuse, a Rocheservière, des d'on van arribar després als boscos de Grammont.

## Conseqüències
Els Vendeans romanen tancats als boscos de Grammont el durant el 13 de gener. Dues columnes republicanes passen a prop sense adonar-se de res. Tanmateix, els insurgents s'apoderen d'un comboi de fenc que els seguia. Després es dirigeixen cap al bosc de Grand'Landes, però Joba els aconsegueix a La Chambaudière, al sud de Legé. Després de quatre hores de trets, els revoltats es van capbussar al bosc, on els republicans no s'atrevien a perseguir-los.
El 14 de gener, a partir de la informació facilitada pels presoners, Joba va tendir una emboscada al bosc de Touvois, al nord del bosc de Grand'Landes, i allí va esperar Charette. Tanmateix, els granaders ataquen massa aviat i la sorpresa falla. Charette aconsegueix escapar i fer perdre els seus perseguidors. Troba refugi al convent de Val de Morière, un lloc aïllat enmig d'uns erms deserts i allunyat de les vies de comunicació, on encara viuen mitja dotzena de monges. Encara acompanyat d'uns quants centenars dels seus homes, Charette hi va tractar la ferida i hi va romandre amagat durant dos dies.
L'ajudant general Joba torna a Chantonnay, on té les seves tropes acantonades. Però a Machecoul, el general Haxo va ser informat el 16 de gener de la presència de Charette amb 500 a 600 homes a la Val de Morière. S'hi precipita, però troba el lloc pràcticament desert. Només sis o set persones estan afectades. Per consell de Marie Élisabeth Benigne Voyneau Duplessis de Montsorbier, a qui va conèixer a Val de Morière, Charette va tornar a refugiar-se al bosc de Grasla. Entre el 17 i el 26 de gener va rebre tractament i va romandre amagat a Saligny, al bosc de Grasla o a altres boscos del voltant.